# 圣玛利亚玛达肋纳堂 (威尼斯)
圣玛利亚玛达肋纳堂（意大利语：Santa Maria Maddalena in Cannaregio,简称 La Maddalena)是一座教堂，位于意大利威尼斯的卡纳雷吉欧区。
该地点早在1222年就有一座宗教建筑，由贵族巴博家族拥有。在14世纪中期，威尼斯将玛利亚玛达肋纳瞻礼定为公众假期，并决定扩建该堂，包括将一座瞭望塔改为钟楼。
该堂在18世纪初重建，在1780年又根据Tommaso Temanza的设计彻底重建，圆形平面模仿了罗马的万神庙。钟楼在1888年拆除。最显著的特点是入口，门上有共济会标志（可能与巴博家族的圣殿骑士团成员有关）。内部有一个六边形的平面图，有四个小堂和一个司祭席。
在后殿外是15世纪的浮雕“圣母子”。